# سورو-کوریلسک
شهر سورو-کوریلسک (به روسی: Северо-Курильск) در کشور روسیه و در اوبلاست ساخالین واقع شده‌است.